# جوفو بوسانتشيتش
جوفو بوسانتشيتش, لاعب كرة قدم متقاعد من صربيا, كان مركزه لاعب وسط.

## مسيرته
ولد في مدينة نوفي ساد في جمهورية صربيا الاشتراكية. بدأ لعب كرة القدم منذ أن كان عمره 10 سنين عندما انضم إلى فريق الشباب في نادي فويفودينا. كان أول ظهور له كلاعب احترافي في الدوري اليوغوسلافي الأول في موسم 1988 – 89 في الدرجة الأولى, حيث شارك فيه حتى عام 1992.
انتقل بعدها إلى البرتغال, حيث كانت معظم مسيرته. حيث شارك في نادي أونياو دا ماديرا في موسمين نادي S.C. Campomaiorense ونادي بارنسلي ونادي غينغان، أنهى مسيرته في نادي ناسيونال ماديرا.
ساعد نادي بارنسلي في الحصول على ترقية لـالدوري الإنجليزي الممتاز لأول مرة في تاريخ النادي, لكنّ الحظ لم يحالفهم و نزلوا رتبةً فوراً. أثناء تواجده في الدوري الإنجليزي الممتاز أحرز هدفين: في مباريات ضد نادي ساوثهامبتون, و ضد نادي بلاكبيرن روفرز. تقاعد من كرة القدم عام 2003, وعمره 33 عاماً.